# Сазонов, Константин (убийца)
Константин Сазонов (ок. 1796 — ?) — российский серийный убийца и грабитель, служитель Царскосельского лицея, «дядька» (1814 — март 1816). За два года в Царском Селе совершил 8—9 разбоев и 6—7 убийств. Последним от его рук погиб извозчик. Арестован 18 марта 1816 года, дальнейшая его судьба неизвестна.

## В культуре
- А. С. Пушкин упоминает Сазонова в одной из строк своей эпиграммы[1]:

Заутра с свечкой грошевою

Явлюсь пред образом святым.

Мой друг! остался я живым,

Но был уж смерти под косою:

Сазонов был моим слугою,

А Пешель — лекарем моим.
- Зимой 1829/1830 года Пушкин рассказал Т. Рэйксу о Сазонове[2].
- Известна коллективная лицейская поэма «Сазоновиада».
- Миропольский Д. 18-14. (по мотивам романа снят фильм «18-14»).